# 米哈伊尔·伊波利托夫-伊凡诺夫
米哈伊尔·米哈伊洛维奇·伊波里托夫-伊凡诺夫（俄语：Михаил Михайлович Ипполитов-Иванов；1859年11月19日—1935年1月28日），俄罗斯-苏联作曲家，指挥家，音乐教育家。早年在圣彼得堡音乐学院学习，毕业后到第比利斯工作。1893年到莫斯科音乐学院任职，1905-1924年任院长，十月革命后与苏联官方合作。他的作品多受到高加索民间音乐的影响，色彩绚烂，旋律优美，富于东方风格。

## 外部連結
- 米哈伊尔·伊波利托夫-伊凡诺夫的免费乐谱，由国际乐谱典藏计划提供
- 米哈伊尔·伊波利托夫-伊凡诺夫的樂譜，来自乌托邦计划